# فيرا بييرس
فيرا شتاينبرجر بييرس (بالإنجليزية: Vera Steinberger Byers)‏ هي طبيبة حاصلة على درجة الدكتوراة في الطب. تعمل حاليًا كمستشار في مستشفى إنكلين فيلاج في نيفادا، وكانت تشغل سابقًا منصب أستاذ في جامعة كاليفورنيا سان فرانسيسكو، قبل أن تنتقل إلى جامعة نوتنغهام، حيث ساعدت في إجراء البحوث في علم المناعة السرطاني، ثم في علم الجلد المناعي.

## أعمالها
ساعدت بييرس أثناء وجودها في جامعة كاليفورنيا سان فرانسيسكو في تطوير جسم مضاد أحادي النسيلة لاستخدامه كعلاج مضاد للسرطان، وتحديدًا ضد الساركوما عظمية المنشأ، على الرغم من أنه كان يستخدم أصلًا لمنع رفض زرع الأعضاء في الجسم المضيف. بينما كانت بييرس في جامعة نوتنجهام نشرت بعض الأوراق حول تنظيم الاستجابة المناعية في نبات سماق سام متجذر في سماق سام، وأيضًا باستخدام جسم مضاد أحادي النسيلة. أمضت بييرس ثلاث سنوات في العمل في مؤسسة إمونيكس، وفقًا لشهادتها في محاكمة التوحد الجامع حيث عملت على العقاقير المضادة لالتهاب المفاصل إيتانرسبت ومع ذلك، كتبت مؤسسة متخصصة في هذه الإجراءات، "... لم يكن هناك سجل في إدارة الاغذية والعقاقير للدكتور بيير يلعب في أي دور في طلب ترخيص عقار إيتانرسبت "الذي ردت عليه بييرس بأن" المعلومات لم تحدث فرقًا ". كما كتب أحد الأخصائيين" أدى إصرار بييرس على استخدام قواعد البالغين لقياس وظيفة المناعة  وشهادتها في هذه التجربة التي تتعلق بالآلية المزعومة لفيروس الحصبة لقاح الحصبة والنكاف والحصبة الألمانية، إلى معاناة "نظام المناعة".
عملت الدكتورة بييرس سابقًا في هيئة تحرير مجلة سرطان المناعة، والعلاج المناعي، ونشرت بعض الأبحاث في هذه المجلة.